# K-1 GRANDPRIX
『K-1 GRANDPRIX』（ケーワングランプリ）は、フジテレビ系列で不定期に放送されていたスポーツ中継テレビ番組である。
2000年からは、『K-1 WORLD GP』へと改称された。

## 概要
1993年「LIVE UFO」にてフジテレビ主催でK-1 GRANDPRIXを開催。当初は中継予定がなかったもののチケットが先行受付で完売するなどの人気で、急遽深夜に放送され高視聴率を獲得し、それ以降、K-1はフジテレビで中継されるようになり、1996年10月の「K-1 STAR WARS'96」を皮切りにゴールデンでの中継を開始する。
翌年はK-1 GRANDPRIX '97決勝戦をフジテレビ主催として開催。大会の模様は日曜ゴールデンで中継し、以降、K-1GRANDPRIX→K-1 WORLD GPを決勝戦を中心にゴールデンで中継するようになり、予選大会も深夜枠で地上波中継された。また、フジテレビ721では決勝戦などを生中継した。
2010年にはK-1とフジテレビの共同事業として「K-1 WORLD GP 2010 IN YOKOHAMA」を3D映像で制作するなどの動きもあったが、K-1側の経営不振もあって、12月11日の「K-1 WORLD GP 2010 FINAL」以降は放送されていない。なお、フジテレビONEでは地上波での放送終了後も再放送が行われていた。

## 実況担当アナウンサー・タレント
- メインキャスター
  - 藤原紀香[9]
- キャスター
  - 西山茉希[10]
  - 優木まおみ[11]（東原の後任、2009年3月28日 - ）
- スペシャルゲスト
  - 長嶋一茂[12]
- ゲスト解説
  - 当日に試合が組まれていないK-1選手や元K-1選手 - 魔裟斗、武蔵、前田憲作など
- 解説
  - 谷川貞治
- 実況（フジテレビアナウンサー）
  - 三宅正治、森昭一郎、竹下陽平、西岡孝洋、福永一茂、鈴木芳彦
- 過去のキャスター・レポーター
  - 畑野浩子[13]
  - 長谷川京子[14]
  - 東原亜希[15]（産休の為、降板）

## スタッフ
- 構成：伊東雅司
- チーフディレクター:吉田昇
- 演出：吉村忠史
- 制作協力：D:COMPLEX
- 制作：フジテレビスポーツ制作センター・第二スポーツ部
- 制作著作：フジテレビ

## ゲーム
2007年12月6日には、ディースリー・パブリッシャーよりニンテンドーDS専用格闘ゲーム『K-1 WORLD GP 絶対王者育成計画』が発売された。